# 1958-as Formula–1 portugál nagydíj
Az 1958-as Formula–1-es világbajnokság kilencedik futama a portugál nagydíj volt.

## Futam
A portugál nagydíjat első alkalommal rendezték meg a 7,4 km hosszú portói Circuito da Boavista városi pályán. (Az előző években már volt portugál verseny a Boavistán, illetve a Lisszabon melletti Monsanto Parkban). Peter Collins nürburgringi halálos balesete után Enzo Ferrari (aki néhány héttel korábban másik versenyzőjét, Luigi Mussót is elvesztette) úgy döntött, hogy nem ültet be senkit a brit helyére, így a csapat csak két autóval, Hawthornnal és von Tripsszel állt rajthoz. A macskaköves, villamos sínek és lámpaoszlopok között kialakított vonalvezetésen Moss ért leggyorsabban körbe az időmérőn. Hawthorn lett a második, míg Lewis-Evans a harmadik.
A verseny napján esett, de mire a futam elkezdődött, a pálya már száradt. A rajt után Moss maradt az élen, akit Hawthorn a 2. körben megelőzött, ám a fékproblémával küszködő ferraris a 7. körben megcsúszott, aminek következtében autója lefulladt, de azt a menetiránnyal szemben, a pálya szélén tolva, sikerült újra beindítania. Moss és Behra is elment mellette, majd amikor a francia BRM-jének motorja elkezdett kihagyni, Hawthorn visszaszerezte a második helyet. Moss-szal a táv utolsó negyedében bokszjelzéssel közölték, hogy HAWT[orn]-REC[ord], vagyis hogy Hawthorné az egy pontot érő leggyorsabb kör, amit ő REG[ular]-nek olvasott, ami azt jelenti, hogy ellenfele normális tempót autózik, így nem próbált gyorsabban menni. Ez az egy pont végül világbajnoki cím elvesztésébe került. Az utolsó körben Hawthorn motorja felmondta a szolgálatot, de áttolta a célvonalon, és a második helyen, több mint ötperces hátrányban klasszifikálták. A harmadik, lekörözött Lewis-Evans könnyedén megelőzhette volna a Ferrarit, de Moss nem hagyta, hogy visszavegye a körét. Moss annyira sportszerű volt, hogy kiállt ellenfele mellett, akit a leintés után kizártak, mivel ellentétes irányban tolta autóját. Moss szavait figyelembe véve, miszerint a manőver nem a pályán történt, nem büntethetik meg menetiránnyal szembeni haladás miatt Hawthornt, így megtarthatta a második pozíciót.
|    | Rsz. | Versenyző                | Csapat        | Körök | Idő/Kiesések | Rajthely | Pontok |
| -- | ---- | ------------------------ | ------------- | ----- | ------------ | -------- | ------ |
| 1  | 2    | Stirling Moss            | Vanwall       | 50    | 2:11'27,80   | 1        | 8      |
| 2  | 24   | Mike Hawthorn            | Ferrari       | 50    | + 5'12,75    | 2        | 7      |
| 3  | 6    | Stuart Lewis-Evans       | Vanwall       | 49    | + 1 kör      | 3        | 4      |
| 4  | 8    | Jean Behra               | BRM           | 49    | + 1 kör      | 4        | 3      |
| 5  | 22   | Wolfgang von Trips       | Ferrari       | 49    | + 1 kör      | 6        | 2      |
| 6  | 10   | Harry Schell             | BRM           | 49    | + 1 kör      | 7        |        |
| 7  | 14   | Jack Brabham             | Cooper-Climax | 48    | + 2 kör      | 8        |        |
| 8  | 12   | Maurice Trintignant      | Cooper-Climax | 48    | + 2 kör      | 9        |        |
| 9  | 16   | Roy Salvadori            | Cooper-Climax | 46    | + 4 kör      | 11       |        |
| Ki | 28   | Carroll Shelby           | Maserati      | 47    | Fékek        | 10       |        |
| Ki | 4    | Tony Brooks              | Vanwall       | 37    | Kipördült    | 5        |        |
| Ki | 20   | Graham Hill              | Lotus-Climax  | 25    | Kipördült    | 12       |        |
| Ki | 18   | Cliff Allison            | Maserati      | 15    | Motor        | 13       |        |
| Ki | 32   | Jo Bonnier               | Maserati      | 9     | Kimerültség  | 14       |        |
| Ki | 30   | Maria Teresa de Filippis | Maserati      | 6     | Motor        | 15       |        |

## Statisztikák
Vezető helyen:
- Stirling Moss: 44 kör (1 / 8-50)
- Mike Hawthorn: 6 kör (2-7)

Stirling Moss 9. győzelme, 6. pole-pozíciója, Mike Hawthorn 6. leggyorsabb köre.
- Vanwall 7. győzelme.